# Bryan Burk
Bryan "Burky" Burk (født 30. december 1968) er en amerikansk tv-producer. Han har produceret flere tv-serier så som Alias, Six Degrees, What About Brian og Lost. Sammen med J.J. Abrams producerer han også Star Trek og Cloverfield.